# Bementite
La bementite è un minerale.